# Rubbi
I rubbi erano un'unità di misura, utilizzata in diversi ambiti.

## Superficie
I rubbi erano, negli antichi Stati pontifici, unità di misura di superficie agraria, pari unitariamente a 184,8 are.

## Capacità
Il rubbio è stata anche un'antica unità di misura di capacità per cereali usata nell'Italia Centrale, con valori variabili da città a città (a Roma 294,46 litri).
Il termine deriva dall'arabo rub'a, forse incrociato con il latino rubeus (rosso), in quanto la striscia rossa indicava il limite della misura.

## Peso
Diversi documenti datati tra il XVII e il XIX secolo e relativi alle campane delle chiese utilizzano invece questo termine come unità di misura del peso, corrispondente a poco più di 8 chilogrammi e suddiviso in rotoli.